# Glosa (Musik)
Glosa (spanisch: Glosse, Erläuterung, Randbemerkung) ist ein Begriff aus der Instrumentalmusik des 16. und 17. Jahrhunderts. Inspiriert von der lyrischen Glosa fand das „Glossieren“ auch in der Komposition Eingang.

## Formen der musikalischen Glosa
Der Begriff „Glosa“ kommt in der älteren spanischen Instrumentalmusik in zwei Bedeutungen vor. Einmal ist Glosa die Bezeichnung für eine frei verzierte Oberstimme in kurzen Präludien oder liturgischen Zwischenspielen, also für die Ornamentierung oder das Hinzufügen virtuoser Figuren zu einer geradlinigen Melodiepassage, in ähnlichem Sinne auch für eine reich verzierte Improvisation über ein musikalisches Thema in freier Variation bei der Musik für Tasteninstrumente. Für die Theorie und die Praxis dieser improvisatorischen Glosa ist die Schrift „Tratato de Glosas“ (1553) von Diego Ortiz von grundlegender Bedeutung.
In der zweiten Bedeutung wird Glosa in Sammlungen spanischer Musik des 16. und 17. Jahrhunderts für Orgel, Vihuela, Gitarre oder Harfe in der gleichen Bedeutung verwendet wie die Begriffe Diferencia, Tiento oder Ricercar, auch für die freie Bearbeitung eines anderen Werks, häufig als Hommage an franko-flämische Komponisten. Dabei kam entweder das Verfahren der Intabulierung oder das der Variation zum Einsatz. Alonso Mudarra z. B. nutzte in seinen Tres libros de musica en cifras para vihuela (1546) Passagen aus Messen sowie einer Motette von Josquin Desprez als Basis für fünf Glosas. Im Unterschied zur lyrischen Glosa beginnt er dabei mit dem neu komponierten „Kommentar“ (Variation) und greift dann das glossierte Ausgangsstück auf, etwa das Cum Sancto Spiritu aus Missa de Beata Virgine (um 1510) auf. Danach folgen weitere Abschnitte, in denen die Variationen wiederum den glossierten Passagen vorausgehen. Dabei wird im Fall von Cum Sancto Spiritu systematisch das gesamte Ausgangsstück bearbeitet. Die musikalischen Phrasen folgen denen des Gesangs.
Glosas in diesem Sinn als Kompositionsform gibt es von Antonio de Cabezón, Luis Venegas de Henestrosa, Alonso Mudarra, Luis de Narváez, Diego Ortiz, Francisco Fernández Palero, Diego Pisador, Enríquez de Valderrábano und im 20. Jahrhundert von Derek Holman (* 1931).